# Molla tutto/Mettiamo che tu
Molla tutto/Mettiamo che tu è un singolo di Loretta Goggi, pubblicato nel 1973.

## Descrizione
Il primo brano è la sigla della trasmissione Formula due, programma di grande successo diretto da Eros Macchi, che segna la consacrazione della Goggi come imitatrice e attrice comica, in coppia con Alighiero Noschese. Il singolo raggiunge il tredicesimo posto dei brani più venduti. Secondo le certificazioni ufficiali della FIMI, il disco vendette quattrocentocinquantamila copie. Nel 2006 il rapper statunitense T.I. ha campionato Molla tutto per il suo brano Get It, contenuto nell'album King, utilizzato per la colonna sonora del film Step Up.
Il lato B del disco contiene Mettiamo che tu, anch'esso presentato nel corso della trasmissione. Entrambi i brani fanno parte dell'album Formula 2.

## Tracce
Lato A
1. Molla tutto – 2:48 (Dino Verde, Antonio Amurri ed Enrico Simonetti)

Lato B
1. Mettiamo che tu – 3:55 (Antonio Amurri ed Enrico Simonetti)